# Mongolia ai XX Giochi olimpici invernali
La Mongolia ha partecipato ai XX Giochi olimpici invernali di Torino, che si sono svolti dal 10 al 26 febbraio 2006, con una delegazione di due atleti.

## Sci di fondo
| Gara                   | Atleta                    | Tempo d'arrivo | Posizione |
| ---------------------- | ------------------------- | -------------- | --------- |
| 15 km tecnica classica | Khash Erdene Khurelbaatar | 48'47"2        | 85        |

| Gara                   | Atleta                  | Tempo d'arrivo | Posizione |
| ---------------------- | ----------------------- | -------------- | --------- |
| 10 km tecnica classica | Ochirsuren Erdene Ochir | 36'40"1        | 68        |